# Bengt Andersson (digter)
 For alternative betydninger, se Bengt Andersson. (Se også artikler, som begynder med Bengt Andersson)
Bengt Arne Cidden Andersson, (født 13. juni 1948 i Malmöhus län, død 4. januar 2013 i Läckeby, Kalmar län) var en svensk poet, især kendt for sine digte om fodbold.
Andersson er ophavsmand til bl.a "Hela Bollen Ska Ligga Still" og "Handsmidda sanningar". Andersson har også været vært for programmet Sommar på Sveriges Radio 1989. Bogen "Hela bollen skall ligga still" handlede udelukkende om fodbold. Han var blikkenslager i 1980'erne, hvorefter han slog igennem som digter. I 2008 udgav han en digtsamling sammen med Ebbe Eberhardson.